# A Decade of Brazen Abbot
A Decade Of Brazen Abbot è il primo live album della hard rock band Brazen Abbot, uscito nel 2005.
Il Disco è stato registrato dal vivo a Sofia (Bulgaria) il 31 luglio 2003 e vede esordire una sezione strumentale non composta dai musicisti degli Europe; anche le parti vocali sono affidate solamente a Joe Lynn Turner a differenza dei precedenti dischi.

## Tracce
1. Intro - 2:06
2. Mr. Earthman - 5:12
3. One Life To Live -6:19
4. Slip Away - 5:29
5. Guilty As Sin (Part 1) - 5:01
6. Guilty As Sin (Part 2) - 3:55
7. Supernatural - 4:33
8. Keyboard Solo - 3:00
9. Can't Let You Go - 5:09
10. I'll Be Free - 5:24
11. I Surrender (Rainbow cover) - 3:48
12. Drum Solo - 2:41
13. Road To Hell - 5:36
14. Love Is On Our Side - 5:10 (Acoustic Version - Studio Bonus Track)

## Formazione
Gruppo
- Joe Lynn Turner - voce
- Nikolo Kocev - chitarra, cori
- Thomas Broman - batteria, cori
- Lars Pollack - tastiere, cori
- Wayne Banks - basso, cori